# Mason City (Iowa)
Mason City ist eine Stadt (mit dem Status „City“) und Verwaltungssitz des Cerro Gordo County im US-amerikanischen Bundesstaat Iowa. Das U.S. Census Bureau hat bei der Volkszählung 2020 eine Einwohnerzahl von 27.338 ermittelt.

## Geografie
Mason City liegt im Norden Iowas beiderseits des Winnebago River, der über den Shell Rock River, den Cedar River und den Iowa River zum Stromgebiet des Mississippi gehört.
Die Grenze zum nördlich benachbarten Bundesstaat Minnesota ist rund 40 km entfernt; die vom Mississippi gebildete Grenze zu Wisconsin verläuft rund 200 km östlich.
Die geografischen Koordinaten von Mason City sind 43°09′13″ nördlicher Breite und 93°12′04″ westlicher Länge. Das Stadtgebiet erstreckt sich über eine Fläche von 72,78 km².
Nachbarorte von Mason City sind Manly (16 km nördlich), Plymouth (17 km nordöstlich), Nora Springs (17 km östlich), Rockwell (20 km südlich), Clear Lake (15,5 km westlich) und Hanlontown (27 km nordwestlich).
Die nächstgelegenen Großstädte sind die Twin Cities in Minnesota (221 km nördlich), Rochester in Minnesota (148 km nordöstlich), Wisconsins  Hauptstadt Madison (363 km östlich), Cedar Rapids (221 km südöstlich), die Quad Cities in Iowa und Illinois (349 km in der gleichen Richtung), Iowas Hauptstadt Des Moines (194 km südlich) und Nebraskas größte Stadt Omaha (405 km südwestlich).

## Verkehr
Der zweispurig ausgebaute U.S. Highway 18 und der hier deckungsgleich verlaufende Iowa Highway 27 bilden die südliche Umgehungsstraße von Mason City. Auf Höhe des Stadtzentrums kreuzt der U.S. Highway 65 und führt in Nord-Süd-Richtung durch die Stadt. Alle weiteren Straßen sind untergeordnete Landstraßen, teils unbefestigte Fahrwege sowie innerörtliche Verbindungsstraßen.
In Mason City treffen mehrere Eisenbahnstrecken für den Frachtverkehr der Union Pacific Railroad (UP) und der Canadian Pacific Railway (CPR) zusammen. Die Iowa Traction Railroad (IATR), eine Shortline-Eisenbahngesellschaft, hat ihren Sitz in Mason City. Sie betreibt eine 21 km lange Strecke, die über eine Oberleitung mit 600 V Gleichstrom elektrifiziert ist.
Mit dem Mason City Municipal Airport befindet sich 12,6 km westlich des Stadtzentrums ein Regionalflughafen. Der nächste Großflughafen ist der Des Moines International Airport (203 km südlich).

## Bevölkerung
Nach der Volkszählung im Jahr 2010 lebten in Mason City 28.079 Menschen in 12.366 Haushalten. Die Bevölkerungsdichte betrug 385,8 Einwohner pro Quadratkilometer. In den 12.366 Haushalten lebten statistisch je 2,2 Personen.
Ethnisch betrachtet setzte sich die Bevölkerung zusammen aus 93,8 Prozent Weißen, 1,8 Prozent Afroamerikanern, 0,3 Prozent amerikanischen Ureinwohnern, 0,9 Prozent Asiaten sowie 1,3 Prozent aus anderen ethnischen Gruppen; 1,9 Prozent stammten von zwei oder mehr Ethnien ab. Unabhängig von der ethnischen Zugehörigkeit waren 5,1 Prozent der Bevölkerung spanischer oder lateinamerikanischer Abstammung.
21,9 Prozent der Bevölkerung waren unter 18 Jahre alt, 61,0 Prozent waren zwischen 18 und 64 und 17,1 Prozent waren 65 Jahre oder älter. 51,8 Prozent der Bevölkerung waren weiblich.
Das mittlere jährliche Einkommen eines Haushalts lag bei 41.008 USD. Das Pro-Kopf-Einkommen betrug 25.406 USD. 16,6 Prozent der Einwohner lebten unterhalb der Armutsgrenze.

## Bekannte Bewohner
- William V. Lucas (1835–1921), Abgeordneter des US-Repräsentantenhauses (1893–1895) – lebte mehrere Jahre in Mason City und war 1879–1880 hier Bürgermeister
- Carrie Chapman Catt (1859–1947), Frauenrechtlerin – war seit 1885 Superintendentin von Schulen in Mason City
- Dixie Willson (1890–1974), Autorin – wuchs in Mason City auf
- William H. Nicholas (1892–1984), Vizegouverneur von Iowa (1951–1953, 1957–1959) – starb in Mason City
- Meredith Willson (1902–1984), Musical- und Schlagerkomponist – geboren in Mason City
- David F. James (1905–1996), kommissarischer Vizegouverneur von Montana (1962–1965) – geboren in Mason City
- Jack Jenney (1910–1945), Posaunist, Trompeter, Big Bandleader und Komponist – geboren in Mason City
- Ralph Senensky (* 1923), Filmregisseur und Drehbuchautor – geboren in Mason City
- Kevin Dean (* 1954), Jazzmusiker und Hochschullehrer – geboren und aufgewachsen in Mason City
- Andrew Mast (* 1967), Musikpädagoge und Dirigent – geboren und aufgewachsen in Mason City